# کوچه الفرث
کوچه الفرث یک خیابان تاریخی در فیلادلفیا است که قدمت آن به سال ۱۷۰۳ بازمی‌گردد سی و دو خانه در این خیابان وجود دارد که بین سال‌های ۱۷۰۳ و ۱۸۳۶ ساخته شده‌اند. موزه کوچه الفرث در خانه‌های به شماره پلاک ۱۲۴ و ۱۲۶ واقع شده‌است
این کوچه یک بنای تاریخی ملی است که در محله شهر قدیمی، بین خیابان دوم شمالی و خیابان جبهه شمالی، در بلوک بین خیابان‌های آرچ و کواری واقع شده‌است.

## تاریخ

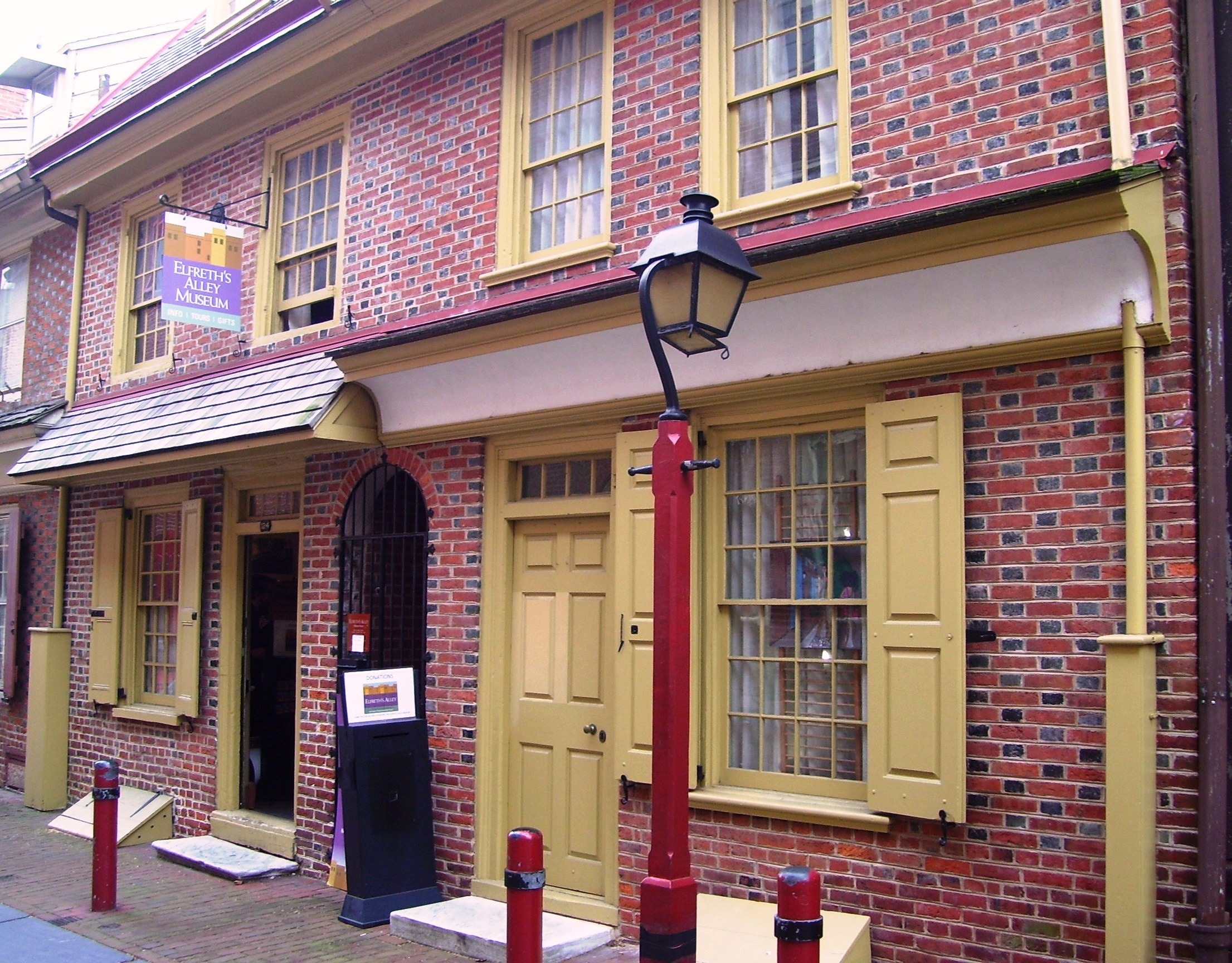
موزه کوچه الفرث در مارس ۲۰۱۲

کوچه الفرث به نام جرمیا الفرث، آهنگر و صاحب ملک در قرن هجدهم نام‌گذاری شده‌است. در میان اهالی کوچه، تاجران و خانواده‌های آنها، از جمله کشتی‌سازان، متال اسمیت‌ها، شیشه‌گرها و مبل‌سازان وجود داشتند. در طول دهه ۱۷۷۰، یک سوم خانواده‌ها را زنان سرپرستی می‌کردند. خانه‌های سبک جرجی و فدرال و سنگفرش‌های کوچه در این زمان در فیلادلفیا رایج بود. خانه‌ها معمولاً کوچک هستند و بسیاری از آنها خانه‌های منحصر به فرد ترینیتی فیلادلفیا هستند.
در اواخر قرن ۱۹ و اوایل قرن ۲۰، صنعت شروع به تغییر خیابان کرد. شاید اولین تغییر، یک کارخانه اجاق گاز بود که در سال ۱۸۶۸ جای خود را در ردیفی از خانه‌های مسکونی گرفت. سرانجام کارخانه‌ها کوچه الفرث را احاطه کردند. اسکله شهر فقط چند بلوک با آن فاصله داشت. صنعت بیش از معماری رشد کرد. موج‌های متوالی مهاجران، اغوا شدگان توسط مشاغل نزدیک باعث شد به سمت این کوچه حرکت کنند. در سال ۱۹۰۰، این محله عمدتاً ایرلندی بود.
در سال ۱۹۳۴، انجمن کوچه الفرث (EAA) برای حفظ ساختارهای تاریخی کوچه و در عین حال تفسیر تاریخ خیابان تأسیس شد. EAA به نجات خیابان از تخریب کمک کرد و همچنین در شهر لابی کرد تا نام کوچه را به «کوچه الفرث» بازگرداند. سال‌ها پیش به عنوان بخشی از یک برنامه ساده‌سازی نام خیابان، به‌عنوان بلوک ۱۰۰ خیابان چری تعیین شده بود.
کوچه الفرث امروز محصول چرخه‌های نوسازی و زوال شهری و تلاش‌های حفاظتی تاریخی است. این کوچه یک جاذبه توریستی و نمونه نادری از مسکن طبقه کارگر قرن ۱۸ است. این سایت در تضاد شدید با خانه‌های عمارت بزرگ که اغلب حفظ شده‌اند در محله سوسایتی هیل فیلادلفیا قرار دارد.
نسبت به اهمیت این کوچه برای تاریخ معماری استعماری در آمریکا، یافتن اطلاعات دقیق در مورد تاریخ گذاری بسیار دشوار است. با این حال اکنون یک وب‌سایت با بودجه بنیاد ملی علوم انسانی وجود دارد که تاریخ دقیق ساختمان‌ها را با تصاویر رنگی جدید، هم سازه‌های دوران استعمار و هم سازه‌های دوران استقلال از هر خانه ارائه می‌دهد.

## موزه کوچه الفرث
موزه کوچه الفرث واقع در ۱۲۴–۱۲۶ کوچه الفرث، خانه قرن هجدهم یک جفت خیاط نگهداری می‌کند. نمایشگاه‌هایی که در خانه به شکل ظاهری در دوران استعمار بازسازی شد و راهنمایان تور زندگی ساکنان خانه و کوچه را در آن دوران تفسیر می‌کنند. راهنماها همچنین دربارهٔ خانه‌های دیگر در کوچه و ساکنان آنها صحبت می‌کنند.

## جشن‌های تعطیلات

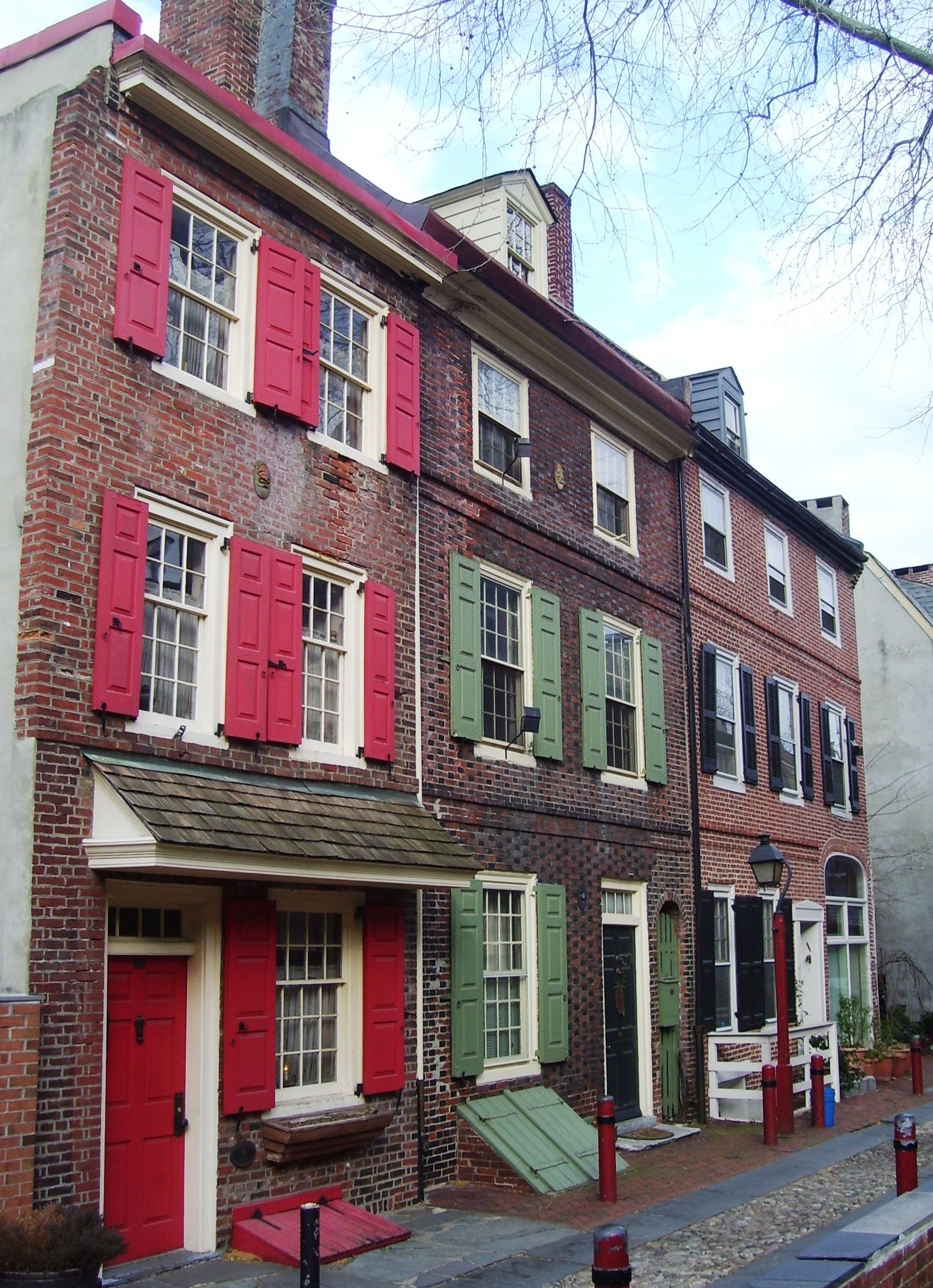
ضلع شمالی کوچه نزدیک خیابان دوم شماره ۱۳۹۱

انجمن کوچه الفرث هرساله چندین جشن تعطیلات برگزار می‌کند که درآمد حاصل از آن به نگهداری و بازسازی خانه‌های قدیمی کمک می‌کند.
بیش از هفتاد سال است که کوچه الفرث در اوایل ژوئن «روز جشن» را جشن می‌گیرد که میراث قومی متنوع کوچه را جشن می‌گیرد. ساکنان خانه‌های شخصی خود را به روی عموم باز می‌کنند و با بازسازی و جشن‌های تاریخی همراه هستند. گروه موسیقی دبیرستان ارتفاعات برندی‌واین و گروه فایف و درام آنها در حالی که در کوچه رژه می‌روند، آهنگ‌های فایفی قرن هجدهم را اجرا می‌کنند.
تقریباً در سال ۲۰۰۰، کوچه الفرث شروع به برگزاری «عرشه کوچه» در اوایل دسامبر هر سال کرد، یک تور خود راهنما از سیزده خانه شخصی که با تزئینات کریسمس و تعطیلات مزین شده‌است، و همچنین شامل سرودخوانی می‌شود. کوچه همچنین میزبان رویدادهای چهارم ژوئیه، جشنواره اکتبر و هالووین است.